# Pachrophylla oculata
Pachrophylla oculata là một loài bướm đêm trong họ Geometridae.